# Google产品列表
Google产品列表列出了Google所有重要的自行开发或通过并购获得的桌面软件、手机、和互联网产品。这些产品或者是已经正式上线，或者在公测之中（Beta版），或者是Google实验室的试验产品。下面的列表还包括以前的已经被合并、放弃或更名的产品。产品的功能，比如网络搜尋功能，则没有单独列出。

## 网络产品
以下产品均需要通过网页浏览器才能使用。

### 搜索
- 网页搜索

网络搜索引擎，Google的核心产品。也是Google的第一个产品。1999年9月21日结束公测正式上线。目前仍然是Google最著名和使用最多的产品。它每天接收10亿次查询，是互联网上使用最多的搜索引擎。
- Music Trends

网络音乐服务（iTunes，Winamp，Windows Media Player和Yahoo音乐）中音乐的流行趋势。趋势的数据来自Google Talk服务中“分享你的音乐”功能积累的数据。
- Google新聞

新闻聚合和搜索服务。新闻聚合支持20多种语言。新闻的选择由程序自动进行，但从哪些网站选取新闻由编辑进行。
- 按时间先浏览Google资讯

可以按日浏览资讯、时代杂志封面、维基百科等的内容。
- News Archive Search

新闻搜索的一个功能，搜索过去200年的新闻文章。
- Patent Search

搜索数以百万的专利。结果显示每个专利的图片、条款和引用信息。
- Product Search （Previously Froogle）

搜索产品在网上商店的价格，包括拍卖网站。
- 学术搜索

学术文献的全文检索。内容涵盖许多学术领域和发表媒体。能够检索包括Nature、AAAS、ACS、Elsevier等绝大多数学术期刊的文献。Elsevier是世界最大的科学文献出版商。
- Sets

当用户输入几个例子后，输出一系列相关的名词。比如输入“绿、紫、红”，输出“绿、紫、红、蓝、黑、白、黄、橙、棕”。
- 短信

一系列手机和PDA上的应用，包括Gmail手机版和手机上的网络搜索。
- Suggest

当用户键入搜索关键字的过程中，随时显示以键入部分开始的热门搜索。
- Suggest Australia

使用Google Australia搜索时可以自动完成热门搜索結果。
- 大学搜索

对特定大学网站进行搜索。
- U.S. Government Search

搜索引擎和个性化主页。搜索和内容只针对以.gov结尾的网站。
- GOOG-411

通过语音搜索和联络本地商家的服务。没有额外电话费用。
- 网页历史记录/Previously Google Search History/Personalized Search

纪录搜索历史、网页、图片、视频、音乐等等。还包括书签服务、搜索趋势和推荐。
- Accessible Search

供盲人和视觉受损人士使用的搜索引擎。在搜索结果中，优先显示残障人士可以使用的网站。
- Google快讯

每当用户所关注的搜索关键字有新结果出现时，用电子邮件通知用户。搜索结果包括网页、Google群中的结果和新闻。
- 博客搜索

博客搜索引擎（为保证实时性，需随时进行检索）。返回结果包括所有博客，而不只是Blogger（Google的博客服务）上的博客。用户可以用日期筛选搜索结果。
- 图书/Previously Google Print

对图书进行全文检索的搜索引擎。Google扫描和存储图书的电子版。最终显示的内容根据与出版社的协议不同，或者显示概述或显示全书。
- Checkout

Google的网上付款服务，旨在简化网上购物的付款流程。网站站长可以使用这项功能为网站提供的服务收费。（合併至Google Wallet）
- Experimental Search

Google试验新的搜索界面的平台。包括以时间顺序显示搜索结果、在地图上显示结果、键盘快捷键等。
- 财经

可搜索的美国商务新闻、分析、金融数据。功能包括公司信息汇总、博客搜索、互动图表、管理层信息、讨论群、投资组合等。
- 網上論壇

网上和电子邮件讨论服务和Usenet历史存档。用户可以加入群、建群、发文、跟踪感兴趣的话题、分享文件等等。Google群3.0于2007年1月上线。新功能包括生成自定义的页面和分享文件。
- Image Labeler

通过游戏的形式让参与者标识网上的图片。以便未来提高图片搜索的准确性。
- 图片搜索

图片搜索引擎，依据图片文件的文件名进行搜索。返回结果中显示图片的小图、文字链接和图片旁的文字说明。
- 語言選項

一系列与语言相关的应用程序。包括翻译文字或网页的功能，以及在某一特定国家或语言搜索的功能。
- 電影場次

- SearchMash

用来“测试革新性的用户界面”的搜索引擎。功能包括在同一页面显示搜索结果和图片。除了在隐私条款和使用条款中，在这个站点看不到Google的品牌。2008年秋季，谷歌终止SearchMash的后续研发，而改推SearchWiki服务。

### 广告产品
- AdSense

为网站拥有者提供的广告盈利计划。网站拥有者通过按点击计费或按千次显示计费的广告产生收入。广告投放者为Google AdWords计划的用户。投放的广告与网页内容相关。
- AdWords

Google的旗舰广告产品，也是Google的主要收入来源。AdWords提供“按点击付费”的广告服务。并提供针对特定站点的文字或通栏广告服务。
- 网站优化工具

AdWords集成工具的一部分。用来测试广告推广给不同的网站内容带来的效果。
- Audio Ads

为美国商家提供的在广播电台播放广告的计划。Google于2007年5月15日推出这一产品。广告客户通过AdWords的界面使用这一服务。
- Click-to-call

在搜索结果旁，用户可以直接点击一个电话图标，然后输入自己的电话。Google接通用户和商家的通话，Google付电话费。
- Grants

为非營利組織提供的，免费在AdWords广告网络投放按点击付费广告的服务。
- TV Ads

按千次显示计费的广告计划。目标用户是专业的广告客户、中介和合作伙伴。於2012年12月16日終止服務。
- DoubleClick for Publishers

DoubleClick for Publishers(DFP)是Google的第三方广告托管解决方案，前身为Google Ad Manager，整合DoubleClick的DFP产品之后推出正式的DFP系统。

### 交流与内容发布
- 3D Warehouse

Google三维模型仓库汇集了用户用Google素描（SketchUp）制作的物体、地点（包括建筑）、交通工具等的三维模型。这些三维模型可以下载到Google素描或Google地球中。
- Google企业应用套件

为企业、小公司、教育机构定制的域名管理和网络服务的集成。包括Gmail，Google文档等其他产品。
- Blogger

博客发布工具。用户可以创建一个自己的博客，由Google托管。功能包括：照片发布、留言、博客组、个人档案、手机发布等。对用户技术要求很低。
- 日历

免费的网络日程表程序。独特的功能包括“快捷添加”，用户可以用自然语言输入来向日程表上添加项目。其他功能包括与Gmail的集成和日程分享。与Yahoo和MSN提供的产品类似。
- 文档

支援多用户协作的电子表格和写作应用。把Google电子表格和Writely（Google收购的一个网络文档编辑软件）集成到同一个用户界面中。2006年11月推出。合併至Google雲端硬碟。
- FeedBurner

Google於2007年5月23日以1亿美元現金收购FeedBurner.用户可在FeedBurner中免费烧制自己的RSS，另外FeedBurner亦提供了专业版服务。FeedBurner致力于提供全球用户免费饋送烧制，目前只支持小部分语言，但其他语言正在翻译之中。
- Google小工具

Gadgets是一种用户可以自行开发的小应用程序，实现一些简单有趣的小功能或显示信息（如日历）。小插件可以有两种形式：普适（Universal，可以插入个人网页、Google桌面及Google首页）；桌面（Desktop，在Google桌面运行）。
- Gmail

免费网络电子邮件和POP邮件服务。以充足的存储空间和超群的用户界面著称。于2004年4月1日推出，当时只能受邀请的用户才能使用。功能还包括通过手机使用和与Google Talk的集成。
- GrandCentral

- JogaTV

足球社区网站。类似MySpace，每个用户有自己的个人档案，可以根据共同的兴趣加入小组。通过这个服务，球迷可以互相结识、组成俱乐部、了解Nike签约球员信息、并可以观看和上载视频和照片。
- JotSpot

Google于2006年10月31日收购的wiki服务提供商。为中小企业企业提供维基平台服务。创始人包括Joe Kraus和Graham Spencer（Excite的创始人之一）。
- 笔记本

用来在线上分享冲浪心得的网络便签程序。用户可以在浏览网页时粘贴、复制文字、图片、链接进记事本；保存下来；在其他计算机上查看；并与别人分享。于2009年1月14日停用，但原有用户将继续得到服务。
- Marratech e-Meeting

Google员工内部使用的网络视频会议系统。Google于2007年4月19日从Marratech公司收购了这一软件。Google目前还没有开始推出基于这一软件的产品。
- Orkut

社会化网络服务。用户可以列出自己的个人和职业信息，以及朋友关系。并加入共同兴趣的社区。Google于2006年11月把允许所有人注册加入这一服务，而不是必须有人邀请。
- Page Creator

网页制作和发布工具。用户可以制作个人网页并托管在Google的服务器上。
- Picasa网络相册

网上照片分享站点，与Picasa照片编辑软件集成。
- Google阅读器

网络新闻集成阅读工具。用户可以搜索、导入、订阅Atom和RSS feed。这项服务还支持嵌入的音频附件（Audio Enclosures）。2006年10月进行了重大的系统更新，於2013年7月1日終止服務。
- Google Classroom

Google Classroom 是一項結合 Google 雲端硬碟、Google 文件和 Gmail 的計畫，利用這些應用程式老師可以和學生有更多的互動，並且讓教學更有效率。
- Google协作平台

发布由团队编辑的网页。
- Shared Stuff

- Questions and Answers

- Google Voice

Google Voice可以使你创造一个独立的电话号码，通过该号码来管理你所有的手机号码、电话号码、语音邮件、短信等等。
- YouTube

著名的网络视频分享站点。用户可以上载、观看、分享视频短篇。Google于2006年10月宣布以价值16.5亿美元的Google股票收购YouTube。并于2006年11月13日完成收购。
- Google+

SNS社交网络，通过Google+，用户可以对不同的圈子分享不同的信息。
- Media CDN，2022年4月底推出。[1]

### 软件开发

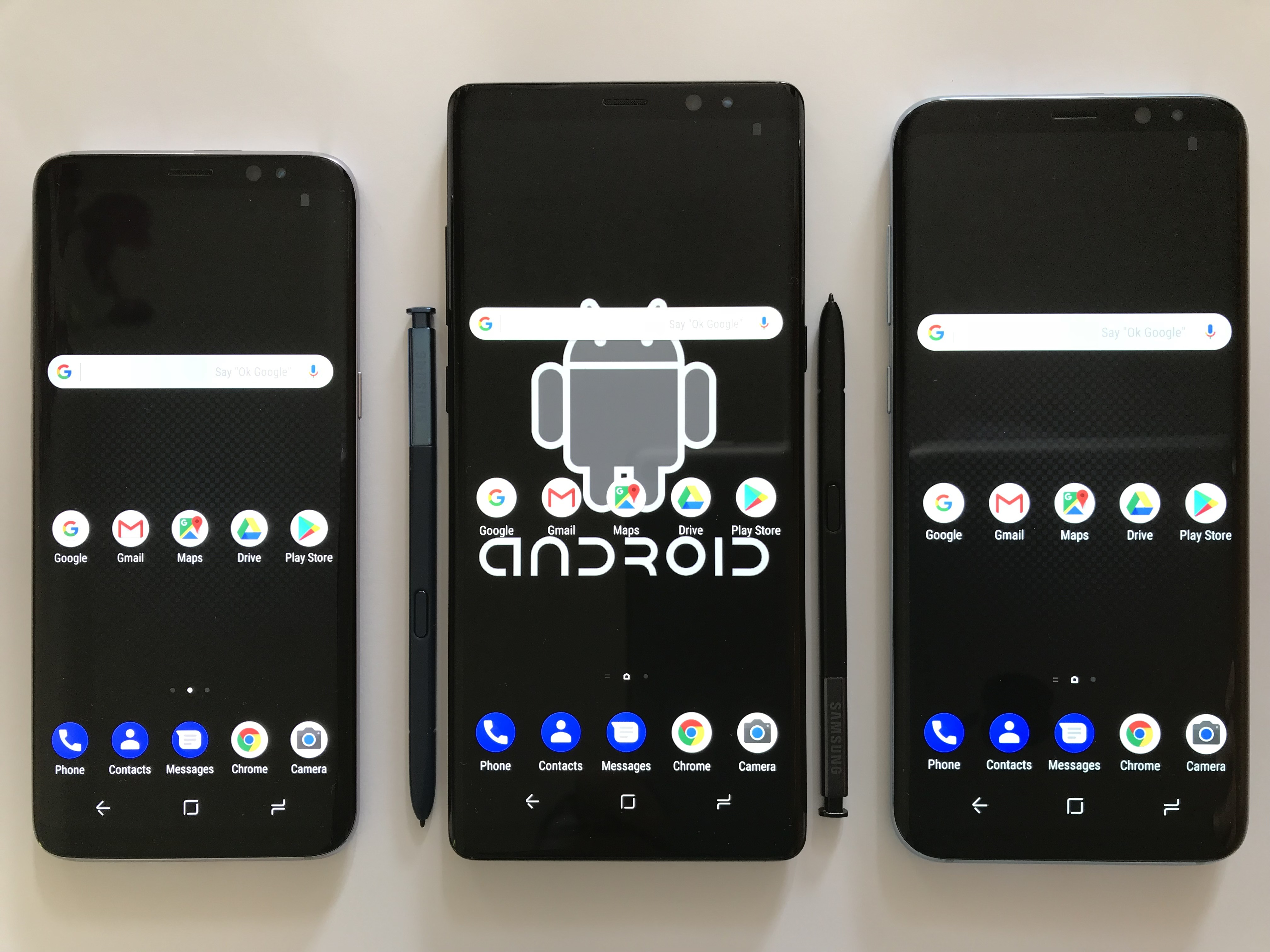
Google开发的开源移动操作系统Android

- Android

由開放手機聯盟开发的开源移动电话平台。
- Google Chrome OS

設計給小筆電使用的開源雲端作業系統。
- App Engine

允许开发者编写和运行网页程序的工具。
- 代码

一个开放的代码托管站点。要求其托管的程序必须为开源软件。
- 自定义搜索引擎

通过这个平台，利用定制搜索引擎、订阅链接和专题等技术，用户可以把Google的搜索功能扩展和应用到某些特定的网站和专题。
- Google Web Toolkit

开源Java软件开发框架，允许网页开发者用Java建立Ajax应用程序。
- Mashup Editor

- OpenSocial

- 网站管理员工具（Previously Google Sitemaps）

一系列为网站站长提供的服务。帮助网站有关搜索排名、检索和其他网站维护工作。
- Google PageSpeed工具集

### 地图
- Maps

Google地图服务检索街道和卫星图片。在下列国家提供行车路线和本地服务搜索：美国、加拿大、英国、法国、德国、意大利、西班牙、澳大利亚和新西兰等。还可以通过手机使用。
- Mars

通过Google地图界面显示的火星表面的图像。可以显示地表高度、视觉图片和红外图片。这个服务于2006年3月13日，天文学家洛韦尔（percival Lowell）诞辰日推出。
- Moon

通过Google地图界面显示的美国宇航局的月球表面图像。于2005年7月20日推出，纪念1969年7月20日人类第一次登月。
- Panoramio 世界照片

地图相册，特点在于用地点和标签云的方式组织照片。照片可定位在地图上，符合Google地球收录条件的将会在Google地球展示。
- Sky

用来观看恒星和星系的工具，现在你可以通过一个浏览器版本的“Google Sky”访问此工具。
- Ride Finder

出租、小公共、豪华出租（Limousine）搜索服务，在美国的14个城市提供。实时显示车辆的位置。这项服务通过Google地图界面显示，与参与这一服务的租车公司等合作。
- Transit

通过Google地图界面帮助乘客设计公交车的搭乘路线。于2005年12月7日推出，为美国九个城市提供服务。
- City Tours

为用户规划到某个城市旅游的游览路线。
（对于Google Earth，参见“獨立應用程序”）

### 统计
- 分析

给网站站长提供的网站流量统计工具。与AdWords深度集成。站长可以通过这个服务的统计数据优化其广告推广活动。这一功能基于Urchin软件。最近2007年5月的升级是基于Measure Map。
- Gapminder

通过动画和互动的界面，显示和比较国家间的数据及变化趋势。（如人口、平均寿命、人均收入等等。）
- 趋势

网络搜索统计的图示。显示热门搜索关键字的变化趋势。可以同时显示多个关键字。结果可以按城市、地区、语言显示。同时显示相关新闻。

## 桌面软件产品
下列产品必须安装在電腦中才可以使用。
- Google地球
- SketchUp (已被Trimble收购)
- Google Picasa
- Google talk
- Google Play游戏 Beta版

## 移动产品

### 硬件产品

#### 電腦
- Chromebook Pixel
- Google Pixelbook
- Google Pixelbook Go

#### 手机
- Nexus One
- Nexus S
- Galaxy Nexus
- Nexus 4
- Nexus 5
- Nexus 6
- Nexus 5X
- Nexus 6P
- Google Pixel/Pixel XL
- Google Pixel 2/Pixel 2 XL
- Google Pixel 3/Pixel 3 XL
- Google Pixel 3a/Pixel 3a XL
- Google Pixel 4/Pixel 4 XL
- Google Pixel 4a
- Google Pixel 4a 5G
- Google Pixel 5
- Google Pixel 5a
- Google Pixel 6/Pixel 6 Pro
- Google Pixel 6a
- Google Pixel 7/Pixel 7 Pro
- Google Pixel 7a
- Google Pixel Fold
- Google Pixel 8/Pixel 8 Pro
- Google Pixel 8a
- Google Pixel 9/Google Pixel 9 Pro/Google Pixel 9 Pro XL
- Google Pixel 9 Pro Fold

#### 平板
- Nexus 7
- Nexus 7 第二代
- Nexus 9
- Nexus 10
- Pixel C
- Pixel Slate
- Pixel Tablet
- Pixelbook Pen

#### 智能移动终端
- 谷歌眼镜（Google Glass）
- Google Pixel Buds (2017)
- Google Pixel Buds (2019)
- Google Pixel Buds A-Series
- Google Pixel Buds Pro

#### 網絡電視裝置
- Chromecast
- Nexus Q
- Nexus Player
- Google OnHub

### 移动服务
这些产品可以通过行動裝置或桌面浏览器来访问，如Firefox。
- 移动Blogger

只在某些美国网络可用。允许你从移动设备向Blogger发表日志。
- Google Play

数字媒体市场，Google所推出的数字娱乐品牌。Google Play提供游戏、应用、影视、图书等一系列服务和产品。
- 日历

从移动设备上阅读所有Google Calendar事件列表。这也是向你的个人日历中快速添加事件的一种选择。
- Gmail

在移动设备上使用标准的移动网页浏览器访问Gmail帐户。Google还提供了一个特制的移动应用程序来更快捷地访问和下载Gmail信息。
- 资讯

使用移动设备中比完整的在线应用程序更简单的界面来访问Google News。
- Google Mobilizer

用移动设备访问网页的界面更友好。
- iGoogle

简易版的iGoogle - 你需要访问信息页选择对你的个人移动设备相容的模块。
- Product Search

以前Froogle Mobile的更新版。
- 阅读器

在移动设备里阅读Google Reader。
- 移动搜索

用Google的移动引擎搜索网页，图像，本地列表和移动设备专用网页。如果网页不能兼容移动设备，Google会用一种算法生成一个简易文本版本的页面。
- Picasa网络相册

让你能浏览你保存在网络上的相册。
- Google笔记本

在Google笔记本里查看编辑笔记。

### 可下载的手机产品
这些产品必须下载到移动设备上使用。
- Gmail

一个可下载并基于网络界面访问Gmail的应用程序，该程序具有Gmail交互功能，包括分类和归档。需要一个设置好的Java虚拟机或带有Google帐号服务的Android，在一些平台上不能使用（比如Palm的Treo）。
- 地图

可以在移动设备上查看地图的应用程序。可以在Android、黑莓、Windows Mobile和Palm OS或者任何有设置好Java虚拟机的手机上使用。
- Mobile Updater （仅黑莓）

让所有Google移动产品保持最新状态。该应用同时可以安装卸载这些产品。
- Google Sync （仅黑莓）

使黑莓上日历与Google各种日历产品同步。
- Talk

针对Android、黑莓智能手机的IP电话应用。
- YouTube

一个在一些设备上看YouTube影片的应用。

### 独立应用程式
| 产品名称                                          | 运行平台                                                  | 简介 | 发布时间                |
| ------------------------------------------------- | --------------------------------------------------------- | --- | ----------------------- |
| AdWords编辑器                                     | Mac OS X (10.5+), Windows XP/Vista/7/8                    | 用户可以使用这个桌面应用程序管理自己的Google AdWords账户。更改自己账户和广告投放计划的資料，然后使数据与线上的服务同步。 | 2006年1月24日           |
| Google Play商店                                   | Android，ChromeOS                                         | 安卓官方数字市场，可通过此应用程序下载和购买来自Google Play的产品和服务（如:游戏、应用、图书）                           | 2008年8月28日           |
| Chrome                                            | Linux，Mac OS X(10.6+),Windows XP/Vista/7/8，Android，iOS | 网页浏览器 | 2008年9月2日            |
| 地球                                              | Linux(2.4+), Mac OS X(10.6+)，Windows XP/Vista/7/8        | 利用卫星照片、航拍和GIS（地理資訊系统，geography Information System）显示的虚拟地球。                                    | 2004年从Keyhole公司获得 |
| Gmail通知程序／Google通知程序                     | Mac OS X(10.4+), Windows 2000/XP                          | 当有Gmail来信时通知用户。                                                                                                |                         |
| Google软件包／Google更新器                        | Windows XP/Vista/7/8                                      | 若干软件应用的集合。包括Google和其他公司的产品：Google地球、桌面搜索、Picasa图片管理软件、Google Talk和Firefox浏览器等。 | 2006年1月6日            |
| Google Pack Screensaver                           |                                                           | 这是Google软件包的一部分。螢幕保護的图片可以来自本地硬盘，或RSS及Atom Feed。                                             |                         |
| Picasa                                            | Mac OS X(10.5+) , Linux，Windows XP/Vista/7               | 照片管理和编辑软件。提供照片库和简单的显示效果功能。                                                                     | 2004年7月               |
| Picasa网络相册上载器 (Picasa Web Albums Uploader) | Mac OS X                                                  | 帮助用户把照片上传到Picasa网上相册。包括一个iPhone插件和一个单独的应用程序。                                             |                         |
| 安全接入 （Secure Access）                        | Windows 2000/XP                                           | 给不能使用WPA或802.1x协议的Google WiFi接入的用户提供的VPN客户端程序。                                                    |                         |
| SketchUp                                          | Mac OS X(10.5+), Windows XP(SP2+)/Vista/7                 | 简单易用的三维构图程序。有独特的拖曳界面和与Google地球的集成。                                                           | 2006年3月14日购得软件   |
| 谷歌拼音输入法                                    | XP/Vista/7/8/Android                                      | 通过拼音输入汉字。 | 2007年4月2日            |
| 谷歌粤语输入法                                    | Android                                                   | 通过软键盘输入粤语。 | 2013年10月17日          |

### 其他软件的扩展
下列是Google开发的软件，为其他公司的软件增加沿伸功能。
| 产品名称                             | 运行平台                       | 简介                                                                                         | 发布时间       |
| ------------------------------------ | ------------------------------ | -------------------------------------------------------------------------------------------- | -------------- |
| Web Comments                         | Firefox扩展                    | 显示其他Blogger网站用户的相关留言。                                                          |                |
| Google浏览器同步                     | Firefox扩展                    | 帮助用户在不同电脑上（如家里、办公室）的火狐浏览器的信息（如书签、浏览历史等）保持同步。     | 2006年6月8日   |
| Dashboard Widgets for Mac            | Mac OS X Dashboard Widgets     | 用于Mac电脑控制面板的一系列小程序，包括Gmail，Blogger和浏览历史。                            |                |
| Send to Phone                        | 网页和Firefox扩展              | 用户可以通过这个服务可以给美国的手机发送有关网上内容的短信。                                 |                |
| Google工具栏                         | Firefox和Internet Explorer扩展 | 安装在浏览器上的工具栏。功能包括Google搜索框、网络欺诈保护、阻拦弹窗及可以添加自定义的按钮。 | 2000年12月11日 |
| 谷歌金山词霸                         | 金山词霸合作版本               | 可以中英／英中翻译                                                                           | 2008年5月8日   |
| Chrome Frame                         | Internet Explorer扩展          | 讓Internet Explorer能夠使用Chrome引擎進行渲染及排版，並支援HTML5。                           |                |
| Google输入工具（Google Input Tools） | Chrome扩展                     | 可以让用户输入各种语言。                                                                     | 2012年         |

## 結束服務的產品
- Dodgeball

针对手机用户的一个社会化网络站点。用户用短信发送他们的所在地点，这个服务发回正身处附近的意中人、朋友、朋友的朋友、其他有趣的活动的信息。被Google定位取代。
- Google Base（已关闭）

用户把自己拥有物品的信息（如产品、房地产、招聘信息、活动等）提交给Google，以便其他用户搜索这些信息。信息在数据库中通过其特性进行组织（而不是搜索引擎的全文检索）。
- Google譯者工具包

線上電腦輔助翻譯工具，可讓翻譯人員編輯由Google翻譯自動產生的譯文。該工具包於2019年12月4日關閉，因使用率下降以及有其他類似的工具可供使用。
- 视频（已關閉）

视频搜索、上载、存储服务。与CBS、NHL（美国冰球联盟）和NBA有合作协议。
- 265上网导航/谷歌中国

导航索引站点，主要针对中国大陆用户。
- Google时惠（谷歌中国）

是Google在中国大陆开设的一个团购资讯搜索网站，于2011年9月正式对外开放，其搜索结果均来自中国大陆地区的团购网站。
- Google问答

中文版于2010年7月27日上线，由谷歌中国团队独立研发，是“Commnunity社区”系列产品之一。7月30日被GFW屏蔽，屏蔽的关键字是.google.com.hk/wenda。2007年，Google在俄罗斯网站上已推出俄语的问答服务，其外观与谷歌问答几乎一样，亦由谷歌中国团队开发，数据库与中文版问答相通。现亦有英文、越南文版本。
- 生活搜索/谷歌中国（已關閉）

搜索日常生活所需的信息，如火车时刻、菜谱、房屋信息。该服务已于2010年7月20日宣布关闭。
- 网页目录

按层级结构排列的网页目录。网页和其分类来自“开放目录项目（Open Directory Project）”。但排序使用Google的PageRank算法。於2011年7月20日關閉。
- Google Squared （已關閉）

2009年5月12日发布，并于2009年6月3日在Google實驗室推出，可将众多搜索数据信息汇总到一张表格。该服务已于2011年9月5日被关闭。
- Google Buzz

社交網站服務，2011年底關閉。
- Google URL Shortener

是由Google公司于2009年12月15日推出的縮短網址服務，并于2011年1月11日发布了官方API。域名為goo.gl。現在開始，將停止支援goo.gl Google URL Shortener。從2018年4月13日起，只有現有用戶才能在goo.gl控制台上創建短鏈接。您能夠查看您的縮碼並以csv格式下載短鏈接信息長達一年，直到2019年3月30日。
- 代码搜索（已關閉）

在互联网上搜索程序代码，於2012年1月15日停止服務。
- 谷歌音乐（已關閉）

谷歌音乐是google在中国大陆地区推出的音乐搜索及下载服务。Google通过巨鲸网提供的正版音乐资源供用户在线试听及下载。该服务只在中国大陆地区可以使用。该服务已于2012年9月21日停止。
- 热榜/谷歌中国（已關閉）

Google中国提供的搜索趋势、热点服务。类似Google Zeitgeist，目前已停止。
- iGoogle （原Google个性化主页）

2005年5月推出。可以用户自定义的个性化首页。首页上可以包括Google小插件和其他网站的Feed。已于2013 年11月1日停止使用。移动版本已于2012年7月31日停止使用。
- Google Wave

互联网即时沟通与协作工具，用于取代电子邮件和即时通讯工具。2010年8月4日，Google宣布停止对Google Wave的开发，对平台的维护至少延续到年底。并把 Google Wave 交给Apache软件基金会继续发展。
- Zeitgeist

而字詞Zeitgeist（流行品味）是一个来自于德语的短语，表示一个时代特有的知识、道德和文化，即“时代精神”。是Google开发的一款网络查询分析程序。它对每天上百万次的Google查询进行统计，收集人们最关心的关键词，并在web页面中列举出来。Google Zeitgeist提供热点关键字的每周列表，每月列表和年度列表，还提供不同主题和国家的列表。这项服务在2007年5月22日停止更新，被Google搜尋趨勢服务代替。
| 产品名称        | 运行平台                                                    | 简介 | 发布时间       |
| --------------- | ----------------------------------------------------------- | --- | -------------- |
| 桌面            | Linux，Mac OS X(10.4+)，Windows 2000(SP3+)/XP(SP2+)/Vista/7 | 桌面搜索程序，检索用户的电子邮件、文件、音乐、照片、网络浏览历史、聊天和其他文件。并且可以在其中安装Google小工具。(已停止開發) | 2004年10月14日 |
| Hello           | Windows 98／ME／2000/XP                                     | 由google收购的Picasa公司开发。用户用这个服务可以通过互联网发送照片并在部落格上发表。(已停止開發)                               |                |
| Google Talk     | Windows XP/Vista/7/8，Linux，Mac OS X(10.4+)                | 网上即时聊天和通过VoIP通话的软件。包括上述服务，和一个客户端程序用于使用这个服务。使用XMPP协议。(已停止開發)                   | 2005年8月24日  |
| Visigami        | Mac OS X                                                    | 一个图片搜索的屏幕保护。从Google图片，Picasa和Flickr搜索文件。(已停止開發)                                                     | 2008年4月23日  |
| Web Accelerator | Windows 2000(SP3+)/XP/Vista                                 | 使用快取技术来加速网页浏览的速度。(已停止開發)                                                                                 | 2005年5月4日   |